# Marmotini
Marmotini este un trib de animale rozătoare din familia Sciuridae, subfamilia Xerinae. Sunt animale de diferite dimensiuni și morfologie, remarcabile prin posibilitatea de a se ridica și a sta în poziție verticală perioade îndelungate. Multe din ele trăiesc în colonii cu o structură socială complexă, trăind în general pe sau sub pământ decât în copaci.

## Subtriburi și genuri

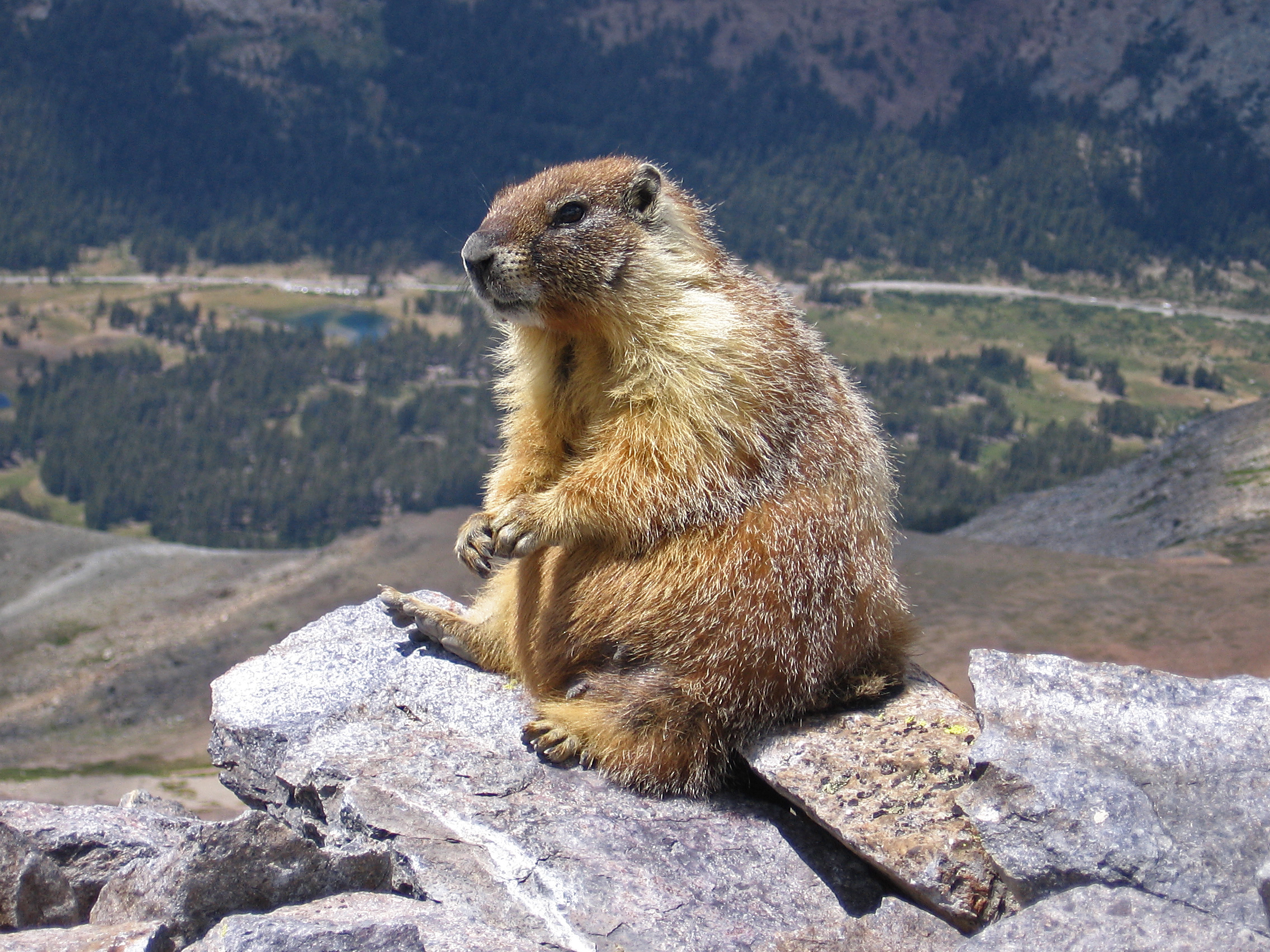
Marmota flaviventris pe Mount Dana, Yosemite National Park în California

Genuri bazale (en) și incertae sedis
- Palaeosciurus (fosilă)
- Sciurotamias

Subtribul Tamiina
- Nototamias (fosilă)
- Tamias

Subtribul Marmotina: marmote
- Arctomyoides (fosilă)
- Miospermophilus (fosilă)
- Paenemarmota (fosilă)
- Palaearctomys (fosilă)
- Protospermophilus (fosilă)
- Marmota
- Ictidomys

Subtribul Spermophilina
- Spermophilinus (fosilă)
- Ammospermophilus
- Cynomys
- Spermophilus